# Catarecha
Catarecha es un despoblado medieval aragonés en la comarca de la Jacetania y provincia de Huesca, cerca de Urdués en el actual término municipal de Valle de Echo. Se halla al borde de la clamor de Santolaria, afluente del río Aragón Subordán.
Hoy en su lugar hay una ermita, la ermita de la Virgen de Catarecha, reconstruida en 1659.

## Etimología
Según Manuel Benito Moliner, el topónimo Catarecha proveyendo de la palabra cadreita, para hacer referencia a un salto de agua.

## Historia
Según Agustín Ubieto Arteta, la primera cita del pueblo es de 1215, recogida en la obra de Dámaso Sangorrín Libro de la Cadena del Concejo de Jaca (en Colección de documentos prepara lo estudio de la Historia de Aragón, XII, Zaragoza 1931) y se documentan las variantes Catarecha, Catharexa, Catareia, Cathareia, Katereita. Quizás tenga una etimología común con Cadreita (Navarra).